# U-43
O Unterseeboot U-43 foi um U-boot tipo IXA da Kriegsmarine da Alemanha Nazi que operou durante a Segunda Guerra Mundial. A sua quilha foi batida em agosto de 1938 em Bremen, foi lançado em maio de 1939 e comissionado em agosto.
Entre novembro de 1939 e julho de 1943 o submarino conduziu 14 patrulhas de combate, tendo afundando 21 navios mercantes num total de 117 036 toneladas de arqueação bruta (TAB), danificado um navio de 10 350 TAB e outro de 9 131 TAB - o suficiente para ser declarada perda total.
O U-43 foi afundado a 30 de julho de 1943 a sudoeste dos Açores por um torpedo lançado por um avião da Marinha dos Estados Unidos; todos os 55 tripulantes faleceram.

## Construção
O U-43 foi encomendado pela Kriegsmarine no dia 21 de novembro de 1936 (como parte do Plano Z e em violação do Tratado de Versalhes). A sua quilha foi batida a 15 de agosto de 1938 pela AG Weser, de Bremen, como o número de estaleiro 946. O submarino foi lançado a 23 de maio de 1939 e comissionado a 26 de agosto do mesmo ano sob o comando do Korvettenkapitän Wilhelm Ambrosius.

## Projecto
Como um dos oito submarinos originais alemães do tipo IX, mais tarde designado IXA, o U-43 teve um deslocamento de 1 032 toneladas quando na superfície e 1 153 toneladas quando submerso. O U-boot tinha um comprimento total de 76,50 metros, um comprimento casco de pressão de 58,75 metros, uma boca de 6,51 metros, uma altura de 9,40 metros, e um calado de 4,70 metros. O submarino era movido por dois motores a diesel MAN M 9 V 40/46 com supercompressor, quatro tempos e nove cilindros produzindo um total de 3 240 kW para uso na superfície e dois motores eléctricos de dupla acção Siemens-Schuckert 2 GU 345/34, produzindo um total de 740 kW para uso enquanto submerso. Ele tinha duas hastes e duas hélices de 1,92 metros. O submarino era capaz de operar em profundidades de até 230 metros.
O submarino tinha uma velocidade máxima de superfície de 33,7 quilómetros por hora e uma velocidade máxima submersa de 14,3 km/h. Quando submerso, o submarino podia operar por 120-144 quilómetros a 7,4 km/h; quando emergisse, ele poderia viajar cerca de 19 400 quilómetros a 19 km/h. O U-42 foi equipado com seis tubos de torpedo de 53,3 centímetros (quatro instalados na proa e dois na popa), 22 torpedos, um canhão naval de 10,5 centímetros SK C/32, 180 munições, um canhão de 3,7 cm SK C/30, e também um canhão antiaéreo de 2 cm C/30. O submarino era operado por uma tripulação de quarenta e oito elementos.

## Histórico de serviço

### Primeira patrulha
Comissionado na 6. Unterseebootsflottille (6.ª Flotilha), com base em Kiel, o U-43 partiu para a sua primeira patrulha de combate a 6 de novembro de 1939, navegando ao redor das Ilhas Britânicas e para o Atlântico. Lá, no dia 16 de novembro, o submarino atacou o navio mercante britânico de 4 915 TAB Arlington Court, um navio do comboio SL-7A, na rota de Rosário, Argentina, para Hull, com uma carga de 7 340 toneladas de milho. O navio foi atingido por um único torpedo a 370 km oeste-sudoeste de Start Point em Devon. A tripulação abandonou o navio e o submarino disparou outro torpedo que afundou o navio em 30 minutos. Sete tripulantes faleceram, e os sobreviventes foram resgatados por cargueiros holandeses e noruegueses. Após o ataque, o U-43 foi perseguido pela escolta do comboio durante 20 horas, sofrendo alguns danos provocados por cargas de profundidade.
Continuando com a sua patrulha, o U-43 atacou o comboio 14-BS no Golfo da Biscaia e afundou o navio mercante francês Arijon de 4 374 TAB no dia 22 de novembro. As escoltas do comboio contra-atacaram com 23 cargas de profundidade, mas o U-43 escapou sem qualquer dano.
No final de 25 de novembro de 1939, a cerca de 220 km a oeste-noroeste do Cabo Finisterra (noroeste da Espanha), o U-43 atacou o navio carvoeiro britânico de 2 483 TAB Uskmouth, que viajava sem escolta. Os dois torpedos G7a não funcionaram correctamente (um problema comum nos primeiros anos da guerra), e então o submarino abriu fogo com o seu canhão de convés. Depois de algum tempo, o submarino disparou outro torpedo, contudo errou no alvo e retomou o bombardeamento com o seu canhão. Depois de disparar 149 tiros, o U-43 deixou o navio em chamas e a afundar lentamente. Dois tripulantes faleceram, enquanto os 23 sobreviventes foram resgatados por um navio mercante italiano.
Na manhã de 8 de dezembro, o U-43 foi atacado por uma aeronave não identificada e ficou severamente danificado. Ele voltou para Wilhelmshaven seis dias depois, no dia 14.

### Segunda patrulha
Depois de a 6.ª Flotilha ter sido dissolvida em dezembro de 1939 o U-43 foi designado para a 2.ª Flotilha, que estava baseada em Wilhelmshaven. O U-43 partiu para a segunda patrulha no dia 13 de março de 1940 e navegou ao longo da costa da Noruega, ao norte da Escócia, e nas águas a oeste da Irlanda, mas não obteve sucesso na caça de embarcações inimigas. O primeiro oficial de guarda (segundo no comando do submarino) Oberleutnant zur See Hans-Wilhelm Behrens caiu ao mar e foi perdido a 31 de março. O U-43 voltou a Wilhelmshaven após 25 dias no mar, a 6 de abril.

### Terceira patrulha
Nesta patrulha, que começou no dia 12 de abril de 1940, o submarino navegou pelo Mar do Norte e ao longo da costa norueguesa, apoiando a invasão daquele país. A 22 de abril foi bombardeado por dois aviões britânicos Hudson e sofreu danos ligeiros. O U-43 voltou para Wilhelmshaven no dia seguinte.

### Quarta patrulha
O U-43 partiu de Wilhelmshaven a 13 de maio de 1940 e foi para o Atlântico. O seu primeiro ataque ocorreu a 28 de maio, a sudoeste de Land's End, quando o submarino disparou um torpedo contra o navio mercante britânico Alca. Ele errou no alvo e então abriu fogo com o seu canhão de convés; o navio mercante respondeu ao fogo, mas nenhum dos navios acertou; então, o submarino interrompeu o ataque.
O U-43 finalmente obteve sucesso a 21 de junho, quando atacou o comboio 65-X a sudoeste da Figueira da Foz, Portugal, atingindo o navio-tanque britânico de 8 627 toneladas Yarraville com um único torpedo. O navio pegou fogo e afundou. Cinco tripulantes faleceram, e os 45 sobreviventes foram resgatados por uma traineira francesa.
No final de 30 de junho, o U-43 atacou o navio mercante britânico SS Avelona Star de 13 376 toneladas com um único torpedo a 410 km a noroeste do Cabo Finisterra. O navio, parte do comboio SL-36, estava numa rota de Buenos Aires para Londres com uma carga de 5 630 toneladas de carne congelada e mil toneladas de laranjas. A tripulação abandonou o navio, que naufragou no dia seguinte. Um tripulante foi morto no ataque, e os 84 sobreviventes foram resgatados pelo navio mercante britânico Beignon, que foi posteriormente atacado e afundado pelo U-30 no dia 1 de julho. Três sobreviventes de Avelona Star faleceram neste ataque.
Na noite de 9 de julho, o U-43 afundou o navio mercante britânico Aylesbury, de 3 944 toneladas, a cerca de 370 km a sudeste da Irlanda. Atingido por dois torpedos, o navio afundou em apenas 15 minutos. Todos os 35 tripulantes sobreviveram.
A quarta e última vítima de sucesso na sua quarta patrulha foi atacada na manhã de 17 de julho, quando o submarino afundou o navio mercante britânico Fellside de 3 509 toneladas, do comboio OA-184, a cerca de 250 km a noroeste de Bloody Foreland (Cnoc Fola), Donegal. O primeiro torpedo do submarino passou por baixo do navio, mas o segundo atingiu o navio e fez com que afundasse em cinco minutos. Doze tripulantes foram mortos, e 21 sobreviventes foram resgatados. O U-43 voltou a Wilhelmshaven no dia 22 de julho, após 71 dias no mar.

### Quinta patrulha
O U-43 partiu de Wilhelmshaven no dia 9 de setembro de 1940, parando em Bergen, na Noruega, por três dias antes de navegar no dia 15 para outra patrulha no Atlântico. O submarino afundou apenas um navio, a 25 de setembro, o navio mercante britânico Sulairia de 5 802 toneladas que fazia parte do comboio OB 217. O submarino atingiu o navio com um único torpedo, fazendo-o afundar a 659 km a oeste de Achill, Condado de Mayo, na Irlanda. Um homem faleceu, e os restantes 56 tripulantes foram resgatados pelo HMCS Ottawa.
O U-43 então rumou para o seu novo porto em Lorient, na França, para onde a 2.ª Flotilha havia sido transferida em junho após a queda daquele país, chegando lá a 18 de outubro. O seu comandante, Wilhelm Ambrosius foi promovido a Korvettenkapitän no dia 1 de novembro e deixou o U-43, assumindo o comando da 22.ª Flotilha em janeiro de 1941. O comando do submarino passou para Oberleutnant zur See Wolfgang Lüth, que se tornaria no segundo comandante de submarino alemão mais bem-sucedido na guerra.

### Sexta patrulha
Sob o seu novo capitão, o U-43 deixou Lorient a 10 de novembro de 1940 e voltou às águas a oeste da Irlanda, onde afundou mais três navios mercantes e danificou um quarto.
Na manhã de 2 de dezembro, o submarino atacou o comboio OB 251 a oeste-sudoeste de Rockall e afundou dois navios. A sua primeira vítima foi o navio mercante britânico de 7 113 toneladas Pacific President, que foi atingido por dois torpedos e afundou rapidamente com a perda da sua tripulação de 50 homens. Quarenta e cinco minutos mais tarde o U-43 atingiu o petroleiro britânico de 12 247 toneladas Victor Ross com dois torpedos. Um terceiro torpedo foi disparado cinco minutos depois mas errou no alvo, e o U-boot teve que efectuar um mergulho de emergência pouco depois para evitar a tentativa de colisão por parte do petroleiro. No entanto, o submarino persistiu e atingiu o navio com um quarto torpedo 20 minutos depois, conseguindo desta vez afundar o inimigo. Não houve sobreviventes entre os 44 tripulantes.
Na noite de 6 de dezembro, o U-43 avistou uma embarcação e perseguiu-a por três horas e meia antes de disparar um único torpedo, que errou o alvo. O submarino disparou outro torpedo 20 minutos depois, atingindo a embarcação desconhecida, afundando-a em 63 segundos. Acredita-se que a embarcação seja o navio mercante norueguês Skrim, de 1 902 toneladas, que havia perdido contacto com o comboio OB 252 dois dias antes devido ao mau tempo e nunca mais foi visto.
Finalmente, a 13 de dezembro, o U-43 disparou dois torpedos contra o navio mercante britânico Orari de 10 350 toneladas que viajava sem escolta, a cerca de 830 km a sudoeste da Irlanda. Um torpedo atingiu o navio na popa; no entanto, o U-43 não tinha mais torpedos e o mar estava muito agitado para que o submarino usasse o seu canhão de convés. A tripulação do navio conseguiu tapar a parte perfurada pelo torpedo com lonas, e o navio conseguiu chegar ao rio Clyde.
O U-43 regressou a Lorient a 17 de dezembro de 1940 após uma patrulha de 38 dias. No dia 4 de fevereiro de 1941, enquanto estava nas docas de Lorient, o U-43 afundou depois de uma válvula ter sido deixada aberta acidentalmente, o que deixou o U-boot inoperacional durante os próximos três meses.

### Sétima patrulha
Após esta ausência forçada, o U-43 iniciou a sua próxima patrulha no dia 11 de maio de 1941, ainda sob o comando de Wolfgang Lüth, que havia sido promovido a Kapitänleutnant no dia 1 de janeiro. Mais uma vez, o submarino navegou para o meio do Atlântico, onde afundou três navios.
No início da manhã de 15 de maio o U-43 abriu fogo com o seu canhão de convés e canhões antiaéreos no veleiro francês de três mastros e 488 toneladas Notre Dame du Châtelet, que seguia na rota de Saint-Malo para os Grandes Bancos de Newfoundland para pescar. Após ser atingido por 45 projécteis o navio afundou. Lüth suspeitou que o navio estava a relatar as posições dos U-boots às forças aliadas, enquanto os 10 sobreviventes pensaram que haviam sido atacados por um submarino britânico. Eles, da sua tripulação de 38, abandonaram o navio em dois botes salva-vidas. Dois seriam recolhidos pelo submarino italiano Otaria no dia 23 de maio.
Na noite de 6 de junho, o U-43 atacou com dois torpedos o navio mercante holandês de 4 802 toneladas Yselhaven, a cerca de 1 100 km a leste de Newfoundland. O navio, separado do comboio OB 328, afundou em dois minutos. Apenas 10 elementos da sua tripulação de 34 sobreviveram, tendo sido resgatados pelo navio finlandês Hammarland no dia 15 de junho.
Nas primeiras horas de 17 de junho, o U-43 atacou com torpedos e afundou o navio mercante britânico Cathrine de 2 727 toneladas, parte do comboio SL-76, que estava carregado com 3 700 toneladas de minério de manganês, a cerca de 460 km a sudoeste do Cabo Clear (sul da Irlanda). Apenas três homens sobreviveram da sua tripulação de 27; eles passaram 33 dias num barco salva-vidas antes de serem encontrados por uma traineira britânica.
O U-43 regressou a Lorient no dia 1 de julho, após uma patrulha que durou 52 dias.

### Oitava e nona patrulhas
A próxima patrulha do U-43, que começou a 2 de Agosto de 1941, levou-o de volta para o meio do Atlântico por 53 dias, mas não teve sucesso antes de regressar a Lorient no dia 23 de setembro.
O U-43 voltou ao mar a 10 de novembro de 1941, desta vez com mais sucesso, afundando três navios perto dos Açores.
Logo no início da manhã de 29 de novembro, o U-43 disparou dois torpedos no navio mercante britânico de 5 569 toneladas Thornliebank, parte do comboio OS-12, que ia carregado com carga geral e munições, a cerca de 440 a noroeste dos Açores. Ambos os torpedos atingiram o navio, que explodiu violentamente. Não houve sobreviventes da tripulação de 75 homens. Apesar de o submarino estar a cerca de 1 200 metros de distância, os destroços da explosão atingiram a sua superfície, ferindo ligeiramente um tripulante; no dia seguinte um projéctil de 10 cm, que havia explodido pelo torpedo, foi encontrado alojado na torre de comando.
Na noite de 30 de novembro, o navio mercante britânico de 4 868 toneladas Ashby, do comboio OS-12, foi atingido por um dos dois torpedos disparados pelo U-43, a 310 km a sudeste das Flores nos Açores. O navio afundou em quatro minutos, com a perda de 17 dos seus 50 tripulantes. Os sobreviventes foram resgatados pelo contratorpedeiro português Lima. Após o ataque o submarino foi perseguido por escoltas do comboio e atacado com cargas de profundidade durante várias horas, mas conseguiu escapar ileso.
Por volta das 17h00 do dia 1 de dezembro de 1941, o U-43 e o U-575 avistaram o petroleiro Astral de 7 542 toneladas sem escolta e desarmado. Ambos os submarinos perseguiram o alvo, mas depois de quatro horas o U-575, comandado por Kapitänleutnant Günther Heydemann, observou a grande bandeira americana pintada num dos lados e parou com a perseguição. O U-43 continuou a seguir o navio neutro, disparando um torpedo contra ele por volta da meia-noite, torpedo esse que errou no alvo. O navio imediatamente começou a navegar em zigue-zague evasivo a toda velocidade, mas o submarino não teve problemas para segui-lo à luz da lua cheia. Na manhã seguinte, o U-43 atingiu o Astral com dois torpedos. O navio, carregado com 12 430 metros cúbicos de gasolina e querosene, explodiu e afundou em poucos minutos. Da sua tripulação de 37 não houve sobreviventes. O Astral foi o terceiro de quatro navios mercantes americanos afundados por submarinos antes da entrada dos Estados Unidos na guerra.
O U-43 regressou a Lorient no dia 16 de dezembro.

### Décima patrulha
A última patrulha de Lüth com o submarino começou a 30 de dezembro de 1941, quando o U-43 navegou de Lorient para o meio do Atlântico, onde afundou mais três navios. O primeiro foi o cargueiro sueco de 5 246 toneladas Yngaren, que se afastou do comboio HX 168 devido ao mau tempo, a cerca de 1 100 km a oeste da Irlanda. Na manhã de 12 de janeiro de 1942, o navio foi atingido por dois torpedos e afundou em apenas um minuto. Seis passageiros britânicos e 32 tripulantes foram perdidos, os únicos dois sobreviventes foram vistos numa jangada a 10 de fevereiro por uma aeronave de patrulha britânica, que direccionou uma traineira de pesca para a sua posição no dia seguinte.
No início da manhã de 14 de janeiro, o U-43 atacou o comboio ON-55 ao sul da Islândia e afundou o navio mercante britânico de 6 641 toneladas Empire Surf. Apenas seis elementos de uma tripulação de 53 sobreviveram para serem recolhidos pelo HMS Alisma. Cerca de duas horas depois, o U-43 atacou o comboio novamente e afundou o navio mercante americano Chepo, registado no Panamá, de 5 707 toneladas. Sobreviveram 21 elementos da tripulação de 38.
O submarino partiu então para Kiel, chegando a 22 de janeiro. O comando do submarino passou para o Oberleutnant zur Ver Hans-Joachim Schwantke, tendo Lüth saído para comandar o U-181.

### Décima primeira patrulha
A primeira patrulha sob o seu novo comandante começou a 4 de julho de 1942, quando o submarino partiu de Kiel numa rota entre a Islândia e as Ilhas Faroé no meio do Atlântico. No entanto, o U-43 não teve sucesso e voltou a Lorient no dia 15 de agosto, após 43 dias no mar.

### Décima segunda patrulha
A próxima patrulha foi mais bem sucedida, que começou a partir de Lorient no dia 23 de Setembro de 1942, navegando através do Atlântico e no Golfo de São Lourenço.
Na manhã de 18 de novembro, o U-43 disparou quatro torpedos no comboio SC 109 e atingiu o petroleiro americano Brilliant, de 9 131 toneladas, que navegava carregado com 14 420 metros cúbicos de óleo combustível. Um buraco de 12 metros de diâmetro foi feito na lateral do petroleiro e a carga pegou fogo. Enquanto alguns tripulantes abandonaram o navio, os que permaneceram a bordo conseguiram apagar os incêndios; limitado a uma velocidade de apenas três nós, o navio navegou lentamente durante 560 km até à Baía de Bonavista, em Terra Nova, tendo chegado a 24 de novembro. O Brilliant finalmente deixou Terra Nova a 18 de janeiro de 1943 a reboque, mas depois de dois dias o navio partiu-se ao meio. A secção dianteira afundou imediatamente, enquanto a secção traseira flutuou por alguns dias antes de ser encontrada e os 44 tripulantes resgatados. A secção de ré foi rebocada, mas afundou no dia seguinte. O U-43 voltou a Lorient a 9 de dezembro, terminando uma patrulha de 78 dias.

### Décima terceira patrulha
O U-43 começou a sua primeira patrulha de 1943 no dia 9 de janeiro, patrulhando as águas entre os Açores e a costa oeste do continente africano. A 3 de março o submarino avistou um navio, identificou-o como um navio mercante da British Blue Star Line e atingiu-o com três torpedos, o suficiente para afundar o navio em dois minutos. Só mais tarde o U-43 soube que foi o navio Doggerbank, um navio alemão de 5 154 toneladas, antigo Speybank britânico, que havia sido capturado pelo cruzador Atlantis em janeiro de 1941. O navio carregava 7 mil toneladas de borracha, gorduras, óleo de peixe e outras matérias-primas de Yokohama para a França; o navio estava vários dias adiantado em relação à data de chegada programada.
O U-43 regressou a Lorient a 31 de março, após 82 dias no mar.

### Décima quarta patrulha
A última patrulha do U-43 começou quando partiu de Lorient no dia 13 de julho de 1943 e seguiu em direcção a sudoeste pelo Atlântico. Na noite de 19 de julho, em companhia do U-403 no Golfo da Biscaia, os dois submarinos foram atacados por um bombardeiro britânico Liberator Mk.V do Esquadrão N.º 86 da Real Força Aérea. O U-403 mergulhou imediatamente, coberto pelo fogo da AA do U-43, que então também mergulhou. O Liberator ficou ligeiramente danificado e um tripulante ficou ferido, mas ainda assim conseguiu deixar cair dois torpedos teleguiados. Nenhum dos submarinos foi danificado e ambos escaparam ilesos.

#### Destino
A 30 de julho de 1943 o U-43 foi atacado novamente, desta vez por um torpedeiro Grumman TBF Avenger do porta-aviões USS Santee. A aeronave lançou um Torpedo Mark 24 FIDO e afundou o U-boot a sudoeste dos Açores, em 34° 57′ N, 35° 11′ O. Todos os 55 membros da tripulação afundaram com o submarino.

### Matilhas
O U-43 fez parte de 10 matilhas ao longo da sua carreira:
- Rösing (12–15 de junho de 1940)
- West (17 de maio a 16 de junho de 1941)
- Kurfürst (16–20 de junho de 1941)
- Grönland (10-27 de agosto de 1941)
- Markgraf (27 de agosto - 12 de setembro de 1941)
- Steuben (14 de novembro - 2 de dezembro de 1941)
- Wolf (13-30 de julho de 1942)
- Pirat (31 de julho - 3 de agosto de 1942)
- Rochen (27 de janeiro - 28 de fevereiro de 1943)
- Tümmler (1–19 de março de 1943)

## Resumo do historial de ataque
Durante o seu serviço na Kriegsmarine o U-43 afundou 21 navios mercantes (um sob fogo amigo) para um total de 117 036 TAB, danificou um navio de 10 350 TAB, e outro de 9 131 TAB - o suficiente para ser declarada perda total.
| Data                   | Nome                   | Tonelagem | Nacionalidade  | Comboio | Destino e localização               |
| ---------------------- | ---------------------- | --------- | -------------- | ------- | ----------------------------------- |
| 16 de novembro de 1939 | Arlington Court        | 4 915     | Reino Unido    | SL-7A   | Afundado em 48° 14′ N, 11° 42′ O    |
| 22 de novembro de 1939 | Arijon                 | 4 374     | França         | 14-BS   | Afundado em 45° 40′ N, 4° 50′ O     |
| 25 de novembro de 1939 | Uskmouth               | 2 483     | Reino Unido    |         | Afundado em 43° 22′ N, 11° 27′ O    |
| 21 de junho de 1940    | Yarraville             | 8 627     | Reino Unido    | 65-X    | Afundado em 39° 40′ N, 11° 34′ O    |
| 30 de junho de 1940    | Avelona Star           | 13 376    | Reino Unido    | SL-36   | Afundado em 46° 46′ N, 12° 17′ O    |
| 9 de julho de 1940     | Aylesbury              | 3 944     | Reino Unido    |         | Afundado em 48° 39′ N, 13° 33′ O    |
| 17 de julho de 1940    | Fellside               | 3 509     | Reino Unido    | OA-184  | Afundado em 56° 09′ N, 12° 30′ O    |
| 25 de setembro de 1940 | Sulairia               | 5 802     | Reino Unido    | OB 217  | Afundado em 53° 43′ N, 20° 10′ O    |
| 2 de dezembro de 1940  | Pacific President      | 7 113     | Reino Unido    | OB 251  | Afundado em 56° 04′ N, 18° 45′ O    |
| 2 de dezembro de 1940  | Victor Ross            | 12 247    | Reino Unido    | OB 251  | Afundado em 56° 04′ N, 18° 30′ O    |
| 6 de dezembro de 1940  | Skrim                  | 1 902     | Noruega        | OB 252  | Afundado em 53° N, 21° O            |
| 13 de dezembro de 1940 | Orari                  | 10 350    | Reino Unido    |         | Danificado em 49° 50′ N, 20° 55′ O  |
| 15 de maio de 1941     | Notre Dame du Châtelet | 488       | França         |         | Afundado em 48° N, 14° O            |
| 6 de junho de 1941     | Yselhaven              | 4 802     | Países Baixos  | OB 328  | Afundado em 49° 25′ N, 40° 54′ O    |
| 17 de junho de 1941    | Cathrine               | 2 727     | Reino Unido    | SL-76   | Afundado em 49° 30′ N, 16° 00′ O    |
| 29 de novembro de 1941 | Thornliebank           | 5 569     | Reino Unido    | OS-12   | Afundado em 41° 50′ N, 29° 48′ O    |
| 30 de novembro de 1941 | Ashby                  | 4 868     | Reino Unido    | OS-12   | Afundado em 36° 54′ N, 29° 51′ O    |
| 2 de dezembro de 1941  | Astral                 | 7 542     | Estados Unidos |         | Afundado em 35° 40′ N, 24° 00′ O    |
| 12 de janeiro de 1942  | Yngaren                | 5 246     | Suécia         | HX 168  | Afundado em 57° N, 26° O            |
| 14 de janeiro de 1942  | Chepo                  | 5 707     | Panamá         | ON-55   | Afundado em 58° 30′ N, 19° 40′ O    |
| 14 de janeiro de 1942  | Empire Surf            | 6 641     | Reino Unido    | ON-55   | Afundado em 58° 42′ N, 19° 16′ O    |
| 18 de novembro de 1942 | Brilliant              | 9 131     | Estados Unidos | SC 109  | Perda total em 50° 45′ N, 45° 53′ O |
| 3 de março de 1943     | Doggerbank             | 5 154     | Alemanha Nazi  |         | Afundado em 29° 10′ N, 34° 10′ O    |